# أندرو كورنويل
أندرو كورنويل هو طبيب بيطري وسياسي أسترالي، ولد في 29 ديسمبر 1969 في Glen Innes, New South Wales ‏ في أستراليا. نشط حزبياً في الحزب الليبرالي الأسترالي. وقد انتخب عضو الجمعية التشريعية لنيو ساوث ويلز ‏.